# Bister
Bister (walsertyska: Bischter) är en ort och kommun i distriktet Östlich Raron i kantonen Valais, Schweiz. Kommunen har 39 invånare (2023), vilket gör den till den minsta kommunen i Valais efter invånarantal.